# Пожар в доме милосердия (Башкортостан)
Пожар в доме милосердия (в частном доме престарелых) произошёл в ночь на 15 декабря 2020 года в селе Ишбулдино в Абзелиловском районе (Республика Башкортостан). Пожар унёс жизни 11 человек.

## Ход событий
Сообщение о пожаре в селе Ишбулдино Абзелиловского района в Башкирии поступило в 2:53. Когда пожарные приехали на место, деревянный одноэтажный дом с мансардой постройки 1960-х годов горел на всей площади — 72 квадратных метра. Помещение было зарегистрировано как дом милосердия.
Ликвидировать горение удалось в 4:31, к шести утра пожар полностью потушили.

## Расследование
Одна из жительниц деревни Ишбулдино рассказала, что постояльцами дома престарелых были пожилые люди из разных посёлков. По её словам, у них не было шансов спастись. Всего в здании находились полтора десятка человек. Тела одиннадцати из них обнаружили на месте пожара — это семь мужчин и четыре женщины. Троих постояльцев смогла спасти сиделка. Возраст погибших при пожаре составлял от 53 до 80 лет.
Директор дома престарелых осуждена в Башкирии на 3 года колонии. Она признана виновной в оказании услуг, не отвечающих требованиям безопасности, повлекшим по неосторожности смерть двух или более лиц. Установлено, что осуждённая с начала 2018 по декабрь 2020 года, организовав в деревне Ишбулдино дом престарелых, оказывала небезопасные соцуслуги не менее чем 14 пожилым постояльцам. Подчёркивается, что женщина осознавала, что дом не отвечает требованиям пожарной безопасности, о чём её предупреждали сотрудники МЧС. Подчёркивается, что в доме отсутствовала противопожарная система безопасности, эвакуационный выход, а также имелись нарушения при эксплуатации обогревательных электрических приборов.

## Материальная помощь пострадавшим
Более 1 млн рублей было выделено из резервного фонда правительства Башкирии на оказание помощи родственникам погибших и пострадавшим при пожаре.